# فلیکر
فلیکر (به انگلیسی: Flickr) یکی از بزرگ‌ترین سایت‌های اشتراک‌گذاری تصویر و ویدئو، خدمات وب و جوامع آنلاین است که توسط شرکت ludicorp در سال ۲۰۰۴ ایجاد شد و در سال ۲۰۰۵ توسط یاهو خریداری شد.
از فلیکر به عنوان برترین وبگاه مدیریت و اشتراک عکس در جهان یاد می‌شود. این وبگاه با دسته‌بندی‌ها، برچسب، امکان گزینش لایسنس بین‌المللی (گونهٔ کپی‌رایت) برای عکس‌ها و بسیاری امکانات حرفه‌ای دیگر، میزبان عکاسان حرفه‌ای از سراسر جهان است. امکانات جستجو و بارگیری تصاویر آن نیز توسط رسانه‌ها تحسین شده‌است.
یاهو در ژوئن ۲۰۱۱ گزارش داد که فلیکر تا به حال در مجموع ۵۱ میلیون عضو ثابت و ۸۰ میلیون بازدیدکنندهٔ منحصربه‌فرد دارد. تا ماه اوت ۲۰۱۱ با توجه به گزارش منابع، فلیکر ۶ میلیارد تصویر را در خود جای داده بود. برای دسترسی به عکس‌ها و فیلم‌های فلیکر، نیازی به بازکردن حساب کاربری نیست، اما برای اشتراک‌گذاری باید در فلیکر حساب کاربری باز کرد. کاربرانی که در فلیکر حساب کاربری باز کرده‌اند، می‌توانند همهٔ عکس‌ها و فیلم‌های آپلود کردهٔ خود را در یک صفحه تماشا کنند. هم چنین در فلیکر می‌توان با یک دستگاه تعداد نامحدودی حساب کاربری باز کرد. فلیکر در سه سیستم عامل تلفن همراه (اندروید، آی او اس، و ویندوز فون) به عنوان یک نرم‌افزار موجود است.
در جریان انتخابات دهم ریاست جمهوری ایران، وبگاه فلیکر پس از انتشار عکس‌های درگیری‌های پس از انتخابات، در ایران فیلتر شد و هم‌اکنون نیز فیلتر است.

## تاریخچه

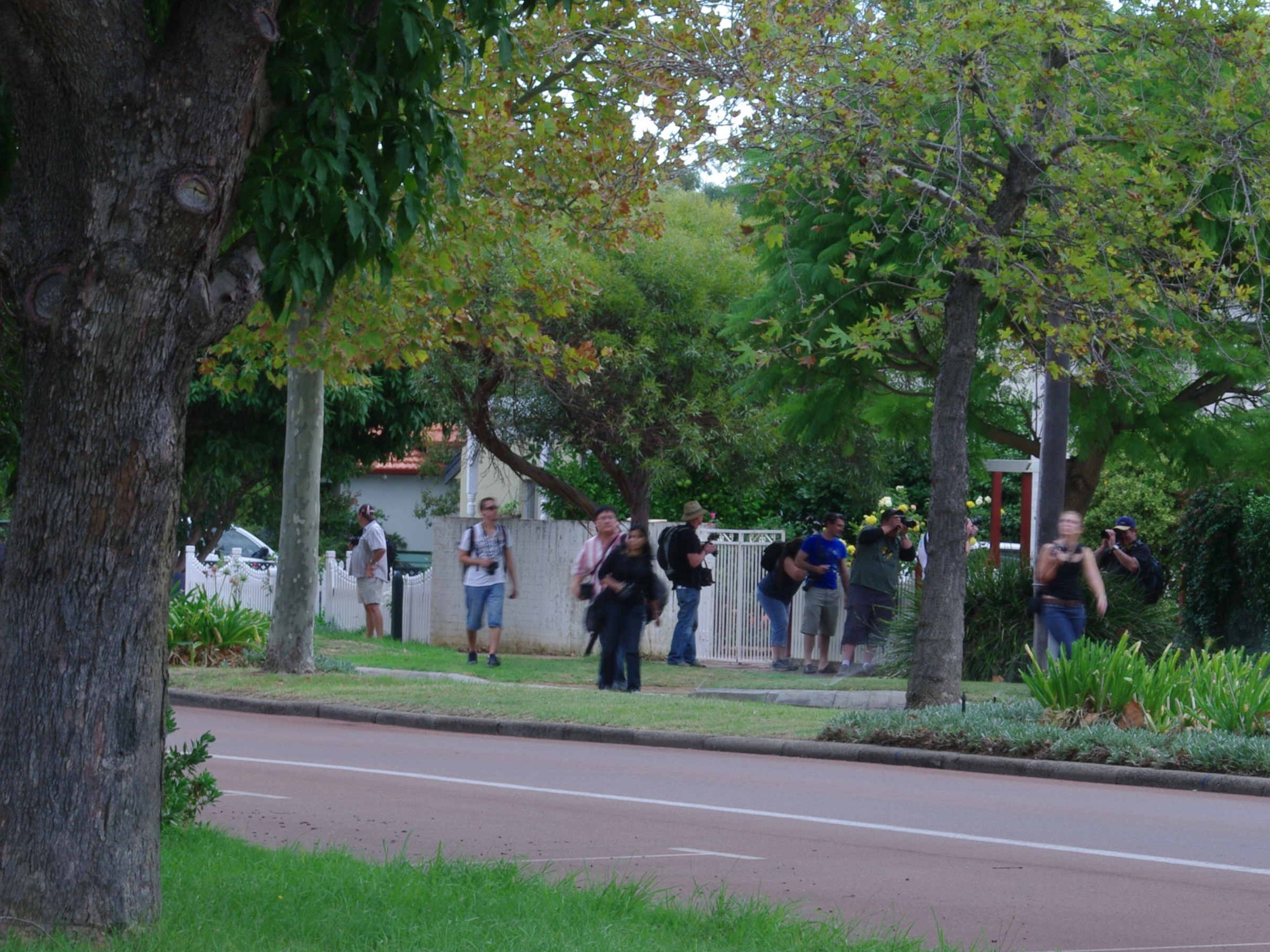
عکسی از پیاده‌روی عکاسان گروه فلیکر در سراسر گیلدفورد، استرالیای غربی

فلیکر در فوریه سال ۲۰۰۴ توسط شرکت لودکرپ، در ونکوور، کانادا بنیان نهاده شد. این وبگاه، توسط استوارت باترفیلد و کاترینا فیک راه‌اندازی شد. این سرویس در اصل برای بازی‌های چندنفره (آنلاین) پدید آمده بود. فلیکر ثابت یک پروژه علمی بود و در نهایت به عنوان بازی کنار گذاشته شد.
نسخه‌های اولیهٔ فلیکر، در یک اتاق چت به نام فلیکر لیو با قابلیت تبادل عکس در زمان واقعی متمرکز شده بود. تحولات پی در پی در مورد آپلود و بایگانی کاربران شخصی و اتاق چت به خاک سپرده شد. سرانجام سیستم بخش مدیریت فلیکر با استفاده از کدهای بازی تکامل یافت.
برخی از ویژگی‌های کلیدی فلیکر مانند برچسب‌ها، مارک‌های عکس به عنوان علاقه‌مندی‌ها، و گروه‌های عکس در ابتدا در دسترس نبودند که حق ثبت اختراع آن در حال بررسی است.
یاهو! در ماه مارس سال ۲۰۰۵، فلیکر را با قیمت ۳۵ میلیون دلار از لودکرپ خرید. در طول یک هفته (۲۶ ژوئن - ۲ ژوئیه) تمام سرورهای فلیکر از کانادا به ایالات متحده آمریکا منتقل شد و در نتیجه تمام داده‌ها به موضوع قانون فدرال ایالات متحده آمریکا تبدیل شد.
در ۱۶ مه ۲۰۰۶، فلیکر خدمات خود را به روزرسانی کرد و از نسخهٔ «بتا» به «گاما» تغییر یافت و طراحی و تعمیرات اساسی ساختاری به وجود آمد. با توجه به پرسش‌های متداول سایت، «گاما» به ندرت در توسعهٔ نرم‌افزار استفاده می‌شود، گاما به این معناست که سرویس تست شده‌است و در حال بهبود دائمی است. علاوه بر این مفهوم، گاما در عکاسی و نمایش تصاویر با عنوان تصحیح گاما نیز هست. این سرویس در نظر گرفته شده برای فلیکر، یک نسخهٔ پایدار منتشر شده‌است.
در دسامبر ۲۰۰۶، حد مجاز ارسال تصاویر برای حساب‌های رایگان، از ۲۰ مگابایت به ۱۰۰ مگابایت افزایش یافت. اجازهٔ ارسال نامحدود برای دارندگان این حساب در اصل ۲ گیگابایت در هر ماه است.
در ژانویه ۲۰۰۷، فلیکر اعلام کرد که «جامعهٔ مجازی گفتمان قدیمی»، توسط یاهو کسب خواهد شد که برای پیوستگی یک حساب فلیکر به یاهو! میل استفاده می‌شود. این حرکت مورد انتقاد برخی کاربران قرار گرفت.
از ۹ آوریل ۲۰۰۸ به بعد، فلیکر به کاربرانش اجازه داد که فیلم را هم به اشتراک بگذارند. البته این امکان برای کاربران فلیکر محدود است و آن‌ها می‌توانند ۹۰ ثانیه فیلم به اشتراک بگذارد و در ضمن نباید حجم فیلم بیشتر از ۱۵۰ مگابایت باشد. از ۲ مارس ۲۰۰۹ به بعد، فلیکر به کاربرانش این امکان را داد که فیلم‌هایشان را با کیفیت HD به اشتراک بگذارند و تماشا کنند. در همان زمان، حد تعیین شده برای حساب‌های رایگان برداشته شد.
در ماه مه ۲۰۰۹، پیت سوزا، عکاس رسمی کاخ سفید، فلیکر را وسیله‌ای برای انتشار عکس‌های کاخ سفید برگزید. این عکس‌ها در ابتدا با مجوز کریتیو کامنز بوده‌اند. فلیکر پس از ایجاد یک اجازه نامهٔ جدید با عنوان «کار دولت ایالات متحده»، گفت که عکس‌های کپی رایت را نمی‌پذیرد. با توجه به این مجوز، این عکس‌های رسمی کاخ سفید فقط برای انتشار به صورت شخصی در دسترس بوده‌اند. سازمان‌های خبری، موارد تجاری یا سیاسی، تبلیغات، پست الکترونیک، و محصولات نمی‌توانند از این عکس‌ها استفاده کنند؛ مگر این که با تأیید رئیس‌جمهور، خانوادهٔ اول، یا کاخ سفید باشد.

### یاهو! عکس‌ها
یاهو! عکس‌ها تعداد نامحدودی عکس را فقط در فرمت‌های jpeg و jpg ذخیره می‌کند. کاربران قادر بودند برای ایجاد آلبوم عکس شخصی، عکس‌های خود را دسته‌بندی و محل آن‌ها را در آلبوم مربوطه قرار دهند. کاربران هم چنین می‌توانند این آلبوم‌ها را منتشر کنند تا همه با تماشای آن‌ها لذت ببرند یا می‌توانند منتشر نکنند و فقط خودشان به‌طور شخصی این آلبوم‌ها را تماشا کنند. در تلاش برای ایجاد محیطی ساده‌تر و کارآمد تر، یاهو ابزار کشیدن و رها کردن تصاویر از کامپیوتر در یک صفحهٔ وب یاهو! عکس‌ها را ساخت. در ماه مارس سال ۲۰۰۵، یاهو، فلیکر را خرید و در ماه مه ۲۰۰۷ اعلام کرد یاهو! عکس‌ها در تاریخ ۲۰ سپتامبر ساعت ۹ صبح، بسته خواهد شد. در این فاصله کاربران توانایی ارسال عکس‌ها و فایل‌های دیگر خود را به فلیکر دارند. به همهٔ کسانی که عکس‌ها و فایل‌هایشان را در فلیکر به اشتراک گذاشتند، یک حساب کاربری حرفه‌ای سه‌ماهه داده شد.
در ۱۶ ژوئن ۲۰۰۷، یاهو! عکس‌ها با صدور بیانیه‌ای مطبوعاتی حاکی از این شد که خدمات خود را در ۲۰ سپتامبر تمام خواهد کرد و این کار به منظور تمرکز تلاش شرکت یاهو روی فلیکر است.

### تغییرات شرکت
در ژوئن ۲۰۰۸، استوارت باترفیلد، از بنیان‌گذاران فلیکر اعلام کرد که به دنبال استعفای همسرش، به همراه کاترینا فیک از فلیکر استعفا دادند و این شرکت را ترک کردند. باترفیلد یک استعفانامهٔ طنزآمیز نوشت و اظهار کرد که یک مرد قدیمی در عصر جدید بوده‌است.
در تاریخ ۱۱ دسامبر ۲۰۰۸، روزنامهٔ گاردین گزارش داد که این سه کارمند که فلیکر را ترک کردند، یاهو با کاهش نیرو به کار خود ادامه می‌دهد. در تاریخ ۳۰ نوامبر ۲۰۱۰، یاهو ۲۰٪ - ۱۰٪ از نیروی کار عمدهٔ خود را اخراج کرد. فلیکر به عنوان یک عامل اصلی برای اخراج این کارمندها نام گرفت.

## امکانات

### تکنولوژی‌های سایت

#### حساب کاربری
فلیکر دو نوع حساب رایگان و حرفه‌ای ارائه می‌دهد. کاربرانی که حساب کاربری رایگان دارند، در هر ماه مجازند ۳۰۰ مگابایت تصویر و ویدئو به اشتراک بگذارند. این کاربران تنها اجازهٔ اشتراک‌گذاری ۲۰۰ عکس را دارند. اگر یک حساب کاربری رایگان ۹۰ روز غیرفعال شود، فلیکر آن حساب را حذف خواهد کرد. صاحب یک حساب کاربری رایگان نمی‌توانند به فایل‌های اصلی دسترسی داشته باشند اما اگر حسابی رایگان، به حسابی حرفه‌ای ارتقاء یابد، می‌تواند فایل‌های اصلی را دانلود کند.
حساب‌های کاربری حرفه‌ای اجازه دارند تعداد نامحدودی عکس و فیلم در ماه به اشتراک بگذارند و ذخیره کنند. راه‌های متعددی هم وجود دارد که یک حساب کاربری حرفه‌ای، به یک حساب رایگان تبدیل شود؛ برای مثال اگر ۹۰ روز غیرفعال شود. فلیکر ممکن است یک حساب کاربری را بدون ارائه دلیل و اخطار حذف کند.

#### گروه‌ها
گروه فلیکر را هر عضو از این سایت می‌تواند بسازد. سازندهٔ یک گروه فلیکر، توانایی نظارت و تعیین محدودیت‌های گروه را دارد. گروه‌ها یک راه برقراری ارتباط بین اعضای فلیکر پیرامون عکس و فیلم است. با انتخاب گروه، گاهی اوقات هنگام ورود به سامانه پیامی خصوصی به کاربر ارسال می‌شود.

#### سازماندهی
فلیکر تصاویرش را با استفاده از برچسب‌ها سازماندهی می‌کند و بینندگان را قادر می‌سازد که به جستجوی تصویر موردنظر خود بپردازند. فلیکر هم چنین یک وب سایت اولیه برای اجرای برچسب و دسترسی به تصاویر با استفاده از کلمات کلیدی است. به دلیل پشتیبانی عالی از برچسب‌ها در فلیکر، این سایت به عنوان بهترین سایتی انتخاب شده‌است که از برچسب پشتیبانی می‌کند اما توماس واندر گفته‌است که این گونه نیست.
فلیکر کاربرانش را قادر می‌سازد تا عکس‌های خود را به مجموعه‌ها یا گروه‌هایی از عکس‌هایی که تحت همین عنوان قرار می‌گیرند، بفرستند. مجموعه‌ها می‌توانند به عنوان یک نمایش اسلاید، نمایش داده شوند و با تعبیه در وب سایت به اشتراک گذاشته شوند. با این حال فایل‌های مبتنی بر روش سازماندهی فایل، می‌تواند متعلق به یک گروه باشند. مجموعه نشان دهندهٔ آمار قطعی است و برچسب‌گذاری جغرافیایی را می‌توان به عکس‌های مجموعه‌ها اضافه کرد. هر مجموعه با برچسب‌گذاری جغرافیایی می‌تواند با استفاده از imapflickr جستجو شود. نقشهٔ به دست آمده را می‌توان در یک وب سایت تعبیه کرد.
فلیکر یک وب سایت نسبتاً جامع به نام API ارائه می‌دهد که برنامه نویسان را قادر می‌سازد که برنامه‌های کاربردی ایجاد کنند که تابع هر کاربر در سایت فلیکر است.

#### اورگانیزر
اورگانیزر یک برنامهٔ تحت وب برای سازماندهی عکس‌ها در یک حساب کاربری است که از راه رابط کاربری فلیکر در دسترس است. این برنامه امکاناتی هم چون تغییر برچسب‌ها، توصیف، گروه‌بندی، و قرار دادن عکس بر روی نقشهٔ جهان (یکی از ویژگی‌های ارائه شده در در رابطه با یاهو! مپس) را فراهم می‌کند.

#### پیک نیک
فلیکر با همکاری پیک نیک آنلاین، یک نرم‌افزار ویرایشگر عکس، توانسته‌است ویژگی اصلی پیک نیک یعنی ویرایش عکس را به‌طور پیش‌فرض در سایت قرار دهد. در پنجشنبه ۵ آوریل ۲۰۱۰، آویاری به‌طور پیش‌فرض جایگزین پیک نیک در فلیکر شد.

#### کنترل دسترسی
فلیکر می‌تواند عکس‌های خصوصی و دولتی را ذخیره کند. کاربری که یک تصویر به اشتراک می‌گذارد، می‌تواند تعیین کند که چه کسی می‌تواند این تصویر را تماشا کند. عکس‌های خصوصی به‌طور پیش‌فرض فقط توسط بارگزارش قابل دیدن است، هم چنین توسط دوستان و خانواده نیز قابل دیدن هستند. با اضافه کردن یک عکس خصوصی به گروه خصوصی، تمام افراد آن گروه توانایی دیدن آن عکس را دارند. اگر عکسی به گروه‌های عمومی هم اضافه شود، تمام افراد آن گروه توانایی دیدن آن عکس را نیز دارند. هم چنین فلیکر «لیست تماس» فراهم کرده‌است که برای کنترل دسترسی بر عکس در یک گروه به کار می‌رود.
در نوامبر ۲۰۰۶، فلیکر سیستمی به نام «گذر میهمان» راه انداخت که اجازه می‌دهد تصاویر به افرادی که عضو فلیکر نیستند هم برسد. با استفاده از پست الکترونیک، پدر و مادر آن فرد هم از عکس مطلع می‌شوند و می‌توانند عکس را ببینند. این گزینه اجازه می‌دهد که همهٔ عکس‌های خصوصی را فقط دوستان و خانواده بتوانند ببینند.
بسیاری از اعضای فلیکر اجازه می‌دهند تا عکس‌هایشان را دیگران هم ببینند؛ در اینصورت یک بانک اطلاعاتی تشکیل می‌شودو بطور پیش فرض، اعضای دیگر می‌توانند دربارهٔ هر تصویر، اجازهٔ دسترسی به آن‌ها، و بسیاری موارد دیگر را به تصویر اضافه کنند.

#### تعامل و سازگاری
فلیکر قابلیت‌هایی شامل RSS, Atom، و API دارد که برنامه نویسان به وسیلهٔ آن می‌توانند به‌طور مستقل خدمات خود را گسترش دهند. کاربران گریس مانکی اسکریپت می‌توانند قابلیت‌های سایت فلیکر را گسترش دهند. در سال ۲۰۰۶، فلیکر دومین سایت برتر مانکی اسکریپت بوده‌است. قابلیت‌های اصلی سایت متکی بر ویژگی‌های استاندارد HTML و HTTP است که با بسیاری از سیستم عامل‌ها و مرورگرها سازگار است.
تصاویر گرفته شده را می‌توان از راه پیوست‌های پست الکترونیک، Camersphones و بسیاری از برنامه‌های کاربرید دیگر به پست الکترونیک فرستاد. ذخیره‌سازی عکس‌های فلیکر در وب سایت‌های کاربران، به ویژه اعضای جامعهٔ وبلاگ نویسان به تصویب رسید. علاوه بر این، کاربران محبوب مکینتاش و لینوکس برای به اشتراک‌گذاری عکس، نیاز به قفل کردن ویندوز و اینترنت اکسپلورر دارند.
فلیکر وارد ارائه فرم‌های مختلف تجاری از جمله کارت‌های کسب و کار، کتاب عکس، لوازم التحریر، کارت‌های اعتباری شخصی، و چاپ ریز و بزرگ شده‌است. علاوه بر این، فلیکر با گتی ایمیج برای فروش عکس‌های برخی کاربران همکاری دارد. کاربران گالری عکس ویندوز لایو، آیفون اپل (نسخهٔ ۸)، ادوبی لایت روم ۳٫۲، و اپل آپرتور (نسخهٔ ۳) توانایی به اشتراک‌گذاری عکس‌های خود را به فلیکر به‌طور مستقیم دارند. فلیکر یک سرویس دسکتاپ برای سیستم عامل Mac OS X و ویندوز فراهم کرده‌است که اجازه می‌دهد کاربران بدون استفاده از رابط کاربری وب، عکس‌های خود را به اشتراک بگذارند. Uploadr اجازه می‌دهد کاربران تنظیمات برچسب‌ها، توضیحات برای هر دسته، و ویرایش تنظیمات حریم خصوصی را تغییر دهد.

#### فیلترینگ
از مارس ۲۰۰۷، فلیکر این اجازه را به کاربرانش می‌داد که عکس‌ها و فایل‌های شخصی خود را فیلتر کنند. علاوه بر این کاربران می‌توانند هنگام جستجو، معیارهای یک پرونده مانند فیلتر بودن آن را دریابند. کاربرانی که عضور فلیکر نیستند، با برخی محدودیت‌ها روبه رو می‌باشند؛ برای مثال این کاربران برای جستجو، فقط می‌توانند از جستجوی ایمن استفاده کنند در حالی که کاربرانی که در یاهو حساب کاربری دارند و به سن قانونی رسیده باشند، می‌توانند از جستجوی امن، متوسط یا ایمن استفاده کنند.
فلیکر از آن زمان به بعد این تنظیمات را برای تمام ملت‌ها از جمله کره جنوبی، هنگ کنگ، و آلمان به ناامن تغییر داد. در سال ۲۰۰۷، کاربران آلمانی شورش کردند و خواهان از بین بردن محدودیت‌ها برای کاربران کوچک فلیکر شدند.

#### صدور مجوز
فلیکر به کاربران خود توانایی انتشار تصاویر خود با برخی از پروانه‌های عمومی مانند همهٔ حقوق این سایت متعلق به کاربر است را ارائه می‌دهد. گزینه‌های مجوز در درجهٔ اول شامل خلاقیت عکس‌ها، اسناد مبتنی و جزئی، و مجوز کنترل محتوا می‌باشد. همان‌طور که سایت اجازهٔ جستجو بر اساس برچسب‌ها را می‌دهد، هم چنین اجازهٔ جستجو بر اساس مجوزها را هم می‌دهد.

#### نقشه‌برداری
علاوه بر داده‌های نقشه‌برداری تجاری، فلیکر در حال حاضر با استفاده از OpenStreetMap از شهرستان‌های مختلف هم نقشه‌برداری می‌کند. این اقدام از زمان شروع بازی‌های المپیک تابستانی ۲۰۰۸ پکن آغاز شد. از اکتبر ۲۰۰۸ به بعد، این اقدام در شهرهای بغداد، پکن، کابل، سیدنی، و توکیو صورت گرفت. OpenStreetMap اطلاعاتی توسط داوطلبان جمع‌آوری می‌کند و در دسترس مجوز CC-BY-SA 2.0 از خالق پرونده قرار می‌دهد.

#### بازگردانی حساب
در ماه مه ۲۰۱۱، گزینهٔ فسخ حساب به فلیکر اضافه شد. این اقدام حساب‌های کاربری بسیاری را به صورت تصادفی حذف کرد.

### لایسنس بین‌المللی برای فایل‌های کاربران (گونهٔ کپی‌رایت)
کاربران این وبگاه می‌توانند برای فایل‌ها (عکس و ویدئو) خود که آپلود می‌کنند، لایسنس بین‌المللی (گونهٔ کپی‌رایت) گزینش کنند. پس از آپلود عکس، می‌توانند آن را روی لایسنس All rights reserved بگذارند که در این صورت، هیچ شخص دیگری، یا رسانه‌ای نمی‌تواند از این آثار استفاده کند؛ یا اینکه روی Creative Commons Attribution-ShareAlike License بگذارند تا بازدید بیشتری از طریق استفاده رسانه‌ها از عکس‌شان بگیرند. اکانت‌های متخلف که تصاویر عکاسان دیگر را منتشر می‌کنند، معمولاً هر چند ماه شناسایی و بسته می‌شوند. این وبگاه امکان گزینش پرکاربردترین گونه‌های کپی‌رایت را به شکل پیشفرض نیز فراهم کرده‌است.

## اجرا
به گفتهٔ فلیکر در اوت ۲۰۰۹، فلیکر ۶۲ پایگاه و ۱۲۴ سرور میزبانی دارد که هر سرور حدود ۸۰۰٫۰۰۰ حساب کاربری دارد. بر اساس اطلاعات گردآوری شده توسط highscalability.com، تا نوامبر ۲۰۰۷، داده‌های خروجی و میزبانی بر سرور فلیکر، مبتنی بر لینوکس، با بسترهای نرم‌افزاری شمال آپاچی، PHP، و جاوا و ابزارهای مدیریت سیستم شامل گانگلیون، SystemImager, Subcon، و CVSup است.

## اختلاف نظر

### سانسور
در ۱۲ ژوئن ۲۰۰۷، بر سر نسخه‌های محلی سایت، سیستم درجه‌بندی کاربر و فیلتر کردن تصاویر جنجال برپا شد. به‌طور هم‌زمان کاربران فلیکر در شرکت‌های تابعهٔ یاهو در آلمان، سنگاپور، هنگ کنگ، کره جنوبی، و کره شمالی از دیدن تصاویر دسته‌بندی شدهٔ «متوسط» یا «نامحدود» خودداری کردند. بسیاری از کاربران فلیکر به ویژه در آلمان، در برابر محدودیت‌های جدید اعتراض کردند و ادعای رد سانسورهای ناخواسته را از فلیکر و یاهو خواستار شدند.
مدیریت فلیکر، تمایلی به بازگوی جزئیات قانونی ندارد و برخی قوانین را در آلمان فیلتر کرده‌است. این مسئله توجه رسانه‌های ملی آلمان به خصوص نشریات آنلاین را جلب کرد. گزارش‌های اولیه نشان داد که این کار فلیکر معقول بوده‌است، اگر چه برای کاربران چندان جذاب نبود و احتیاطی در برابر تعقیب بوده‌است. اگر چه گزارش‌های بعدی نشان داد که این کار فلیکر، یک کار بی‌ارزش سختگیرانه بوده‌است.
در تاریخ ۲۰ ژوئن ۲۰۰۷، فلیکر به امکان دسترسی کاربران آلمانی به دسته‌های «متوسط» و «محدود» واکنش نشان داد و گفت که در آینده یک راه حل برای آلمان پیدا خواهد کرد که مربوط به سن کاربران خواهد بود.
در تاریخ ۱ ژوئن ۲۰۰۹، پیش از بیستمین سالگرد اعتراضات خونبار دانشجویی در میدان تیان‌آن‌من پکن (۱۹۸۹)، دسترسی به فلیکر در چین مسدود شد.

### آگهی ویرجین موبایل و کپی رایت
ویرجین موبایل در سال ۲۰۰۷ راه‌اندازی شد و در ایستگاه اتوبوس تبلیغ کرد که به ترویج خدمات تلفن همراه، با استفاده از عکاسان آماتور فلیکر خواهد پرداخت.

## بازخوردها
از فلیکر به عنوان برترین وبگاه مدیریت و اشتراک عکس در جهان یاد می‌شود. این وبگاه با دسته‌بندی‌ها، برچسب، امکان گزینش لایسنس بین‌المللی (گونهٔ کپی‌رایت) برای عکس‌ها و بسیاری امکانات حرفه‌ای دیگر، میزبان عکاسان حرفه‌ای از سراسر جهان است. امکانات جستجو و بارگیری تصاویر آن نیز توسط رسانه‌ها تحسین شده‌است.

## مردم عادی
چندین موزه و آرشیو تصاویر تحت مجوز «هیچ محدودیتی شناخته شده نیست» برای اولین بار در تاریخ ۱۶ ژانویه ۲۰۰۸ تصاویر فلیکر را مورد استفاده قرار دادند. شرکت کنندگان این مجوز عبارتند از: جورج ایستمن هاوس، کتاب خانهٔ کنگره، موزهٔ بروکلین، آرشیو ملی، آرشیو ملی و کتاب خانهٔ ملی، کتاب خانهٔ ملی اسکاتلند، کتاب خانهٔ دولتی نیو ساوث ولز، و مؤسسه اسمیتسونین.

## گتی ایمیجز
فلیکر در سال ۲۰۰۹ اعلام کرد که با همکاری شرکت گتی ایمیجز، کاربران می‌توانند عکس‌هایشان را به عکاسان ارائه دهند و از آن‌ها پول دریافت کنند. در سال ۲۰۱۰، این امکان به‌طور کامل برای کاربران فلیکر فراهم شد.